# Nothrus anauniensis
Nothrus anauniensis är en kvalsterart som beskrevs av Giovanni Canestrini och Fanzago 1876. Nothrus anauniensis ingår i släktet Nothrus och familjen Nothridae. Inga underarter finns listade i Catalogue of Life.